# Petra (gruppo musicale)
I Petra sono stati un gruppo musicale christian rock statunitense.

## Storia del gruppo
Formatosi nel 1972, il gruppo è originario dell'Indiana. Il nome è preso dal termine in lingua greca che indica la parola "pietra". La band si è sciolta nel 2006, ma occasionalmente si è riunita per concerti e per pubblicare un album, nel novembre 2010.
Considerati tra i pionieri del rock cristiano, hanno vinto quattro Grammy Awards e dieci GMA Dove Awards. Nel 2000 sono stati inseriti nella Gospel Hall of Fame.
Sono anche presenti nella Christian Music Hall of Fame.

## Discografia
- 1974 - Petra
- 1977 - Come and Join Us
- 1979 - Washes Whiter Than
- 1981 - Never Say Die
- 1982 - More Power to Ya
- 1983 - Not of This World
- 1985 - Beat the System
- 1986 - Captured in Time and Space
- 1986 - Back to the Street
- 1987 - This Means War!
- 1988 - One Fire!
- 1989 - Petra Praise: The Rock Cries Out
- 1989 - Petra Means Rock (raccolta)
- 1990 - Beyond Belief
- 1991 - Unseen Power
- 1992 - Petra en Alabanza
- 1993 - Wake-Up Call
- 1995 - No Doubt
- 1997 - Petra Praise 2: We Need Jesus
- 1998 - God Fixation
- 2000 - Double Take
- 2001 - Revival
- 2003 - Jekyll & Hyde
- 2004 - Jekyll & Hyde en Español
- 2005 - Petra Farewell
- 2010 - Back to the Rock
- 2011 - Back to the Rock Live